# Blue Goose Records
Blue Goose Records ist ein US-amerikanisches Musiklabel, das Anfang der 1970er Jahre von Nick Perls gegründet wurde.
Während Perls auf dem Schwesterlabel Yazoo Records seltene Aufnahmen aus den 1920/1930er Jahren von Blues- und Jazz-Musikern wiederveröffentlichte, produzierte er für Blue Goose Records neue Aufnahmen von damals gerade wiederentdeckten afroamerikanischen Musikern wie Sam Chatmon, Son House, Yank Rachell, Shirley Griffith, Thomas Shaw und Bill Williams sowie von jüngeren Interpreten aus den USA und Großbritannien wie Larry Johnson, Jo Ann Kelly, Woody Mann, Roger Hubbard, Roy Bookbinder, R. Crumb & His Cheap Suit Serenaders und Rory Block.
Die meisten der Blue-Goose-Schallplattenalben sind 2002 auf dem Japanischen Label „Air Mail Recordings“ auf CD wiederveröffentlicht worden.